# 반코쿠하쿠추오구치역
반코쿠하쿠추오구치역(万国博中央口)은 기타오사카 급행전철의 철도역이었다. 1970년 2월 14일부터 1970년 9월 14일까지 엑스포 기간 동안 운영된 역이다. 현재 폐선된 부지는 주코쿠고속도로 부지로 편입되었다.